# Pentagramma miracoloso

Configurazioni di esempio di pentagramma mirificum

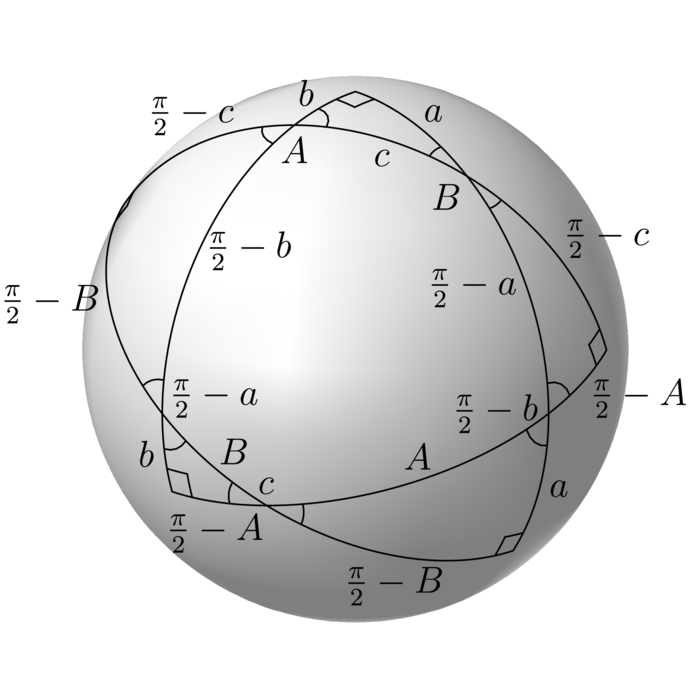
Relazioni tra angoli e lati di cinque triangoli rettangoli adiacenti al pentagono interno. I loro cerchi di Napier contengono spostamenti circolari di parti

Pentagramma miracoloso (dal latino Pentagramma mirificum) è un poligono stellato su una sfera, composto da cinque grandi archi di cerchio, i cui angoli interni sono tutti angoli retti. Questa forma è stata descritta da Nepero nel 1614 nel libro Mirifici Logarithmorum Canonis Descriptio (Descrizione della tabella Ammirabile di logaritmi) insieme alle regole che collegano i valori delle funzioni trigonometriche di cinque parti di un triangolo sferico rettangolo (due angoli e tre lati). Le proprietà del pentagramma miracoloso furono studiate, tra gli altri, da Carl Friedrich Gauss.

## Proprietà geometriche
Su una sfera, sia gli angoli che i lati di un triangolo (archi di grandi cerchi) sono misurati come angoli.
Ci sono cinque angoli retti, ciascuno di misura {\displaystyle \pi /2,} a {\displaystyle A}, {\displaystyle B}, {\displaystyle C}, {\displaystyle D}, e {\displaystyle E.}
Ci sono dieci archi, ciascuno di misura {\displaystyle \pi /2:}{\displaystyle PC}, {\displaystyle PE}, {\displaystyle QD}, {\displaystyle QA}, {\displaystyle RE}, {\displaystyle RB}, {\displaystyle SA}, {\displaystyle SC}, {\displaystyle TB}, e {\displaystyle TD.}
Nel pentagono sferico {\displaystyle PQRST}, ogni vertice è il polo del lato opposto. Ad esempio, punto {\displaystyle P} è il polo dell'equatore {\displaystyle RS}, punto {\displaystyle Q} - il polo dell'equatore {\displaystyle ST}, eccetera.
Ad ogni vertice del pentagono {\displaystyle PQRST}, l'angolo esterno è uguale in misura al lato opposto. Per esempio, {\displaystyle \angle APT=\angle BPQ=RS,\;\angle BQP=\angle CQR=ST,} eccetera.
I triangoli sferici di Nepero {\displaystyle APT}, {\displaystyle BQP}, {\displaystyle CRQ}, {\displaystyle DSR}, e {\displaystyle ETS} sono rotazioni l'una dell'altra.

## Le formule di Gauss
Gauss ha introdotto la notazione
{\displaystyle (\alpha ,\beta ,\gamma ,\delta ,\varepsilon )=(\tan ^{2}TP,\tan ^{2}PQ,\tan ^{2}QR,\tan ^{2}RS,\tan ^{2}ST).}
Le seguenti identità valgono, consentendo la determinazione di tre qualsiasi delle quantità di cui sopra dalle due rimanenti:
{\displaystyle {\begin{aligned}1+\alpha &=\gamma \delta &1+\beta &=\delta \varepsilon &1+\gamma &=\alpha \varepsilon \\1+\delta &=\alpha \beta &1+\varepsilon &=\beta \gamma .\end{aligned}}}
Gauss ha dimostrato la seguente "bella uguaglianza" (schöne Gleichung):
{\displaystyle {\begin{aligned}\alpha \beta \gamma \delta \varepsilon &=\;3+\alpha +\beta +\gamma +\delta +\varepsilon \\&=\;{\sqrt {(1+\alpha )(1+\beta )(1+\gamma )(1+\delta )(1+\varepsilon )}}.\end{aligned}}}
L'equazione è soddisfatta, ad esempio, dai numeri {\displaystyle (\alpha ,\beta ,\gamma ,\delta ,\varepsilon )=(9,2/3,2,5,1/3)}, il cui prodotto {\displaystyle \alpha \beta \gamma \delta \varepsilon } è uguale a {\displaystyle 20}.
Dimostrazione della prima parte dell'uguaglianza:
{\displaystyle {\begin{aligned}\alpha \beta \gamma \delta \varepsilon &=\alpha \beta \gamma \left({\frac {1+\alpha }{\gamma }}\right)\left({\frac {1+\gamma }{\alpha }}\right)=\beta (1+\alpha )(1+\gamma )\\&=\beta +\alpha \beta +\beta \gamma +\alpha \beta \gamma =\beta +(1+\delta )+(1+\varepsilon )+\alpha (1+\varepsilon )\\&=2+\alpha +\beta +\delta +\varepsilon +1+\gamma \\&=3+\alpha +\beta +\gamma +\delta +\varepsilon \end{aligned}}}
Prova della seconda parte dell'uguaglianza:
{\displaystyle {\begin{aligned}\alpha \beta \gamma \delta \varepsilon &={\sqrt {\alpha ^{2}\beta ^{2}\gamma ^{2}\delta ^{2}\varepsilon ^{2}}}\\&={\sqrt {\gamma \delta \cdot \delta \varepsilon \cdot \varepsilon \alpha \cdot \alpha \beta \cdot \beta \gamma }}\\&={\sqrt {(1+\alpha )(1+\beta )(1+\gamma )(1+\delta )(1+\varepsilon )}}\end{aligned}}}
Gauss ha ottenuto anche la formula
{\displaystyle (1+i{\sqrt {^{^{\!}}\alpha }})(1+i{\sqrt {\beta }})(1+i{\sqrt {^{^{\!}}\gamma }})(1+i{\sqrt {\delta }})(1+i{\sqrt {^{^{\!}}\varepsilon }})=\alpha \beta \gamma \delta \varepsilon e^{iA_{PQRST}},}
dove {\displaystyle A_{PQRST}=2\pi -(|{\overset {\frown }{PQ}}|+|{\overset {\frown }{QR}}|+|{\overset {\frown }{RS}}|+|{\overset {\frown }{ST}}|+|{\overset {\frown }{TP}}|)} è l'area del pentagono {\displaystyle PQRST}.

## Proiezione gnomonica
L'immagine del pentagono sferico {\displaystyle PQRST} nella proiezione gnomonica (una proiezione dal centro della sfera) su qualsiasi piano tangente alla sfera forma un pentagono rettilineo. I suoi cinque vertici {\displaystyle P'Q'R'S'T'} determinano in modo univoco una sezione conica; in questo caso - un'ellisse. Gauss ha mostrato che le altezze del pentagramma {\displaystyle P'Q'R'S'T'} (linee che passano per i vertici e perpendicolari ai lati opposti) si incrociano in un punto {\displaystyle O'}, che è l'immagine del punto di tangenza del piano alla sfera.
Arthur Cayley ha osservato che, se impostiamo l'origine di un sistema di coordinate cartesiane nel punto {\displaystyle O'}, ed indicando quindi le coordinate dei vertici {\displaystyle P'Q'R'S'T'}: {\displaystyle (x_{1},y_{1}),\ldots ,}{\displaystyle (x_{5},y_{5})} soddisfano le uguaglianze {\displaystyle x_{1}x_{4}+y_{1}y_{4}=}{\displaystyle x_{2}x_{5}+y_{2}y_{5}=}{\displaystyle x_{3}x_{1}+y_{3}y_{1}=}{\displaystyle x_{4}x_{2}+y_{4}y_{2}=}{\displaystyle x_{5}x_{3}+y_{5}y_{3}=-\rho ^{2}}, dove {\displaystyle \rho } è la lunghezza del raggio della sfera.